# Радослав Радуловић
Радослав Радуловић (Бања Лука, 19. новембар 1972) бивши је српски и југословенски фудбалер, тренутно фудбалски тренер.

## Каријера
Рођен је 19. новембра 1972. године у Бања Луци. На почетку фудбалске каријере наступао је за Земун од 1995. до 1998. године. Након тога одлази у иностранство, а прво је потписао уговор са шпанском Љеидом. Године 1999. играо је у Шведској за фудбалски клуб Енћепинг, али се већ следеће године вратио у Љеиду. Крајем 2000. наступао је поново за Земун у Првој лиги СР Југославије. Затим је наступао за Рад са Бањице, а одатле прелази у израелски клуб Хапоел из града Кфар Сава. Пред крај играчке каријере носио је дрес Енћепинга и шпанског нижелигаша Бенавента.
Након играчке каријере посветио се послу фудбалског тренера у Шпанији. Као тренер водио је тимове Атлетико Сегре, КФ Торефареру и КД Алторикон.

## Приватан живот
Његов син је Бојан Радуловић, који исто игра фудбал у Љеиди и за јуниорску репрезентацију Србије.